# Elecciones subnacionales de Santa Cruz de 2015
Las elecciones subnacionales del departamento de Santa Cruz se llevaron a cabo el 29 de marzo de 2015. Ese día se eligieron los cargos de gobernador, alcalde y concejales de los 56 municipios.
Las elecciones subnacionales culminaron con la reelección del gobernador Rubén Costas, del Movimiento Demócrata Social, con el 58.44% de los votos contra los 31.80 % del dirigente de la Central Obrera Departamental de Santa Cruz, Rolando 'El Flaco' Borda, en representación del MAS-IPSP. En tercer lugar se ubicó German Antelo Vaca, Exsenador nacional por Santa Cruz (2009-2014) y expresidente del Comité Cívico pro Santa Cruz, con el 3.87%.

## Encuestas
| Fecha   | Encuestadora | Rubén Costas | Rolando Borda | German Antelo | Michiaki Nagatani | Alejandro Colanzi |
| ------- | ------------ | ------------ | ------------- | ------------- | ----------------- | ----------------- |
| 27/2/15 | Equipos Mori | 63%          | 20%           | 5%            | 3%                | 1%                |

## Resultados
|  | 59,44 % |

|  | 31,80 % |

|  | 3,26 % |

|  | 2,99 % |

|  | 1,40 % |